# Restauración (kommun)
Restauración är en kommun i Dominikanska republiken.   Den ligger i provinsen Dajabón, i den västra delen av landet, 190 km nordväst om huvudstaden Santo Domingo. Antalet invånare i kommunen är cirka 7 300.